# Morieux
Morieux is een plaats en voormalige gemeente in het Franse departement Côtes-d'Armor (regio Bretagne) en telt 843 inwoners (2005). De plaats maakt deel uit van het arrondissement Saint-Brieuc.

## Geschiedenis
Morieux is op 1 januari 2019 gefuseerd met de gemeenten Lamballe en Planguenoual tot de gemeente Lamballe-Armor. 

## Geografie
De oppervlakte van Morieux bedraagt 7,6 km², de bevolkingsdichtheid is 110,9 inwoners per km².
De onderstaande kaart toont de ligging van Morieux met de belangrijkste infrastructuur en aangrenzende gemeenten.

## Demografie
Onderstaande figuur toont het verloop van het inwonertal.
Lamballe · Maroué · Meslin · Morieux · Planguenoual · Trégenestre‎ · Tregomar